# Vestric-et-Candiac
Vestric-et-Candiac là một xã trong vùng Occitanie. Xã Vestric-et-Candiac nằm ở khu vực có độ cao trung bình 16 mét trên mực nước biển.